# Dorfkirche Kleinau

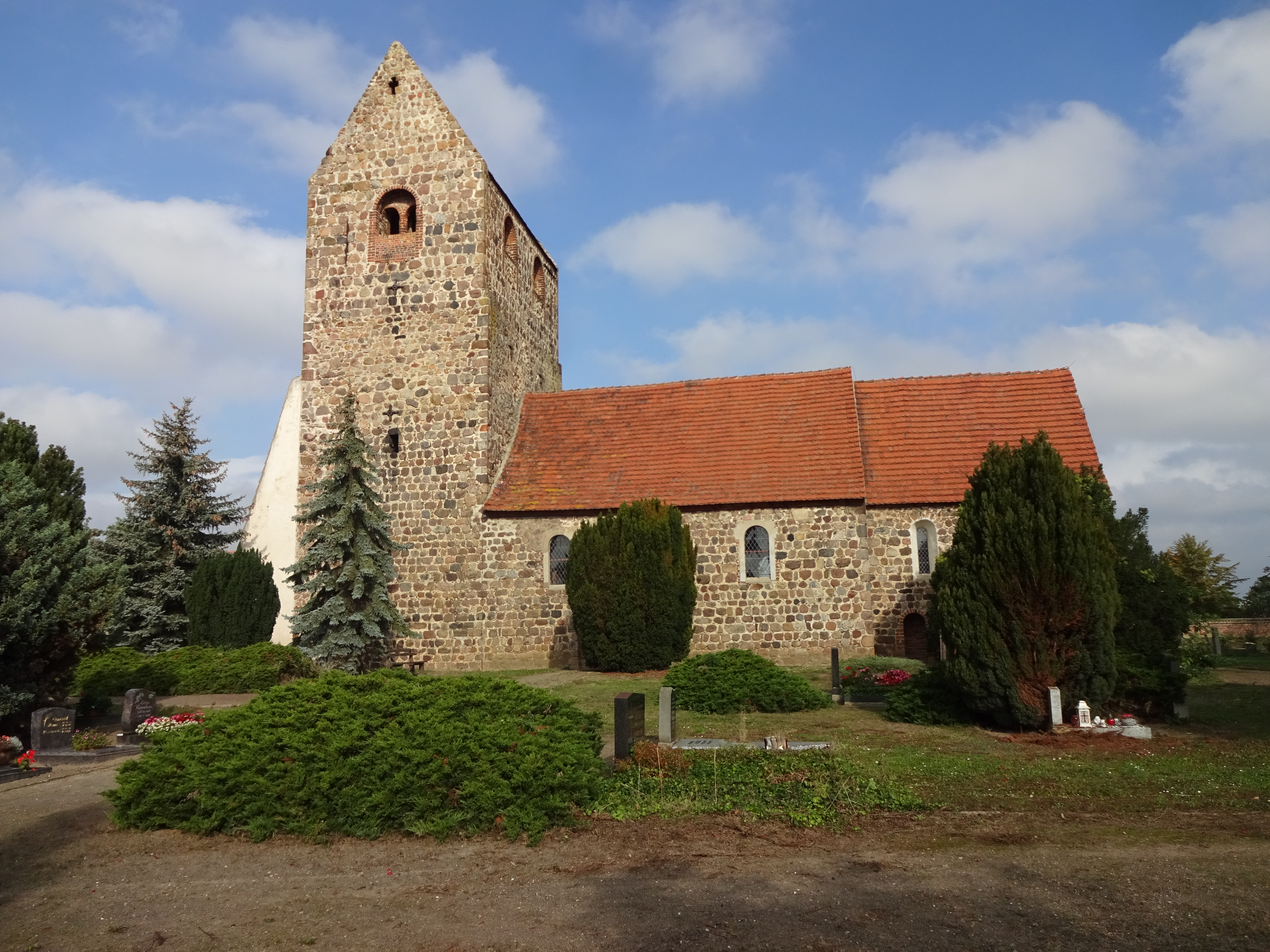
Dorfkirche Kleinau

Die evangelische Dorfkirche Kleinau (auch St. Jakobus) ist eine romanische Saalkirche im Ortsteil Kleinau der Gemeinde Arendsee (Altmark) im Altmarkkreis Salzwedel in Sachsen-Anhalt. Sie gehört zum Pfarrbereich Kleinau im Kirchenkreis Stendal der Evangelischen Kirche in Mitteldeutschland.

## Geschichte und Architektur
Die Kirche ist ein stattliches Feldsteinbauwerk aus Westquerturm, rechteckigem Schiff mit ehemals steilerem Dach und eingezogenem, quadratischem Chor vom Ende des 12. Jahrhunderts. An der Südseite des Schiffs ist ein sorgfältig aus Feldstein gearbeitetes, abgetrepptes Rundbogenportal angeordnet, dessen Basen und Kämpfer mit Platte und Wulst profiliert sind. Am Chor sind die ursprünglichen Rundbogenfenster erhalten. Die beiden unteren Turmgeschosse wurden gleichzeitig mit dem Schiff errichtet und sind durch eine Mauertreppe miteinander verbunden. Im ehemals rundbogig zum Schiff geöffneten Erdgeschoss des Turms sind zwei kuppelige Kreuzgratgewölbe eingezogen. Die Obergeschosse wurden wenig später in zwei Etappen und abweichender Feldsteintechnik aufgesetzt. In der letzten Bauphase wurde Backstein für die Laibungen und Teilungsarkaden der rundbogigen Schallöffnungen verwendet. Um die Mitte des 13. Jahrhunderts war das Bauwerk fertiggestellt. Aus dieser Zeit stammt auch das vermauert erhaltene Westportal mit Spitzbogen aus Kalkstein über gekehlten Kämpfern; an dessen Scheitelstein ein verwittertes reliefiertes Köpfchen angebracht ist, das angeblich einen Bischof darstellt. An der Westseite wurden mächtige Stützpfeiler wahrscheinlich um das Jahr 1720 angebaut. Das Innere wurde 1996 renoviert. 
Das flachgedeckte Innere ist mit einer schlichten Westempore aus der zweiten Hälfte des 17. Jahrhunderts ausgebaut. Der runde Triumphbogen wurde durch seitliche Abarbeitung verändert, an der Nordseite ist das Kämpferprofil erhalten.

## Ausstattung
Die hölzerne Einrichtung besteht aus einem Altaraufsatz auf einer vermutlich bauzeitlichen Mensa in Feldstein mit Gemälden, die den Guten Hirten und die Kreuzigung darstellen; mit Adam und Eva im Aufsatz, datiert 1662 und 1820, danach mehrfach restauriert. Die Kanzel mit reichem Knorpelwerkornament ist vermutlich erst im vierten Viertel des 17. Jahrhunderts entstanden, sie ist mit gedrehten Säulen, Konsolen und flachen Schnitzereien mit Masken verziert; ein Wappen trägt die Inschrift DHVDSB (von der Schulenburg). Im Chorfußboden ist ein Inschriftgrabstein für Johannes Althusius († 1696) und für Katharina Margaretha Lau († 1738) eingelassen.